# Julia Viellehner
Julia Viellehner (* 6. September 1985 in Benediktbeuern; † 22. Mai 2017 in Cesena, Emilia-Romagna, Italien) war eine deutsche Triathletin, Langstreckenläuferin und Duathlon-Vizeweltmeisterin auf der Langdistanz (2013, 2015).

## Werdegang
Nachdem sie seit ihrem 14. Lebensjahr das Laufen als Leistungssport betrieben hatte, wurde Viellehner 2004 trotz einer Pause wegen gesundheitlicher Probleme bei ihrem ersten Wettkampf über diese Distanz Siebte beim Altötting-Halbmarathon in 1:23:59 h. Am Jahresende wurde sie bei den Deutschen Meisterschaften im Crosslauf Gesamtvierte und Juniorenmeisterin und wurde daraufhin für die Crosslauf-Europameisterschaften 2004 in Heringsdorf nominiert, bei denen sie mit einem 41. Rang zum vierten Platz der deutschen Mannschaft beitrug. Bei den Crosslauf-Weltmeisterschaften 2005 in Saint-Galmier belegte sie auf der Langstrecke den 75. Platz.
Im September 2005 wurde sie Dritte bei den Deutschen Meisterschaften im 10-km-Straßenlauf und gewann auch hier den Titel bei den Juniorinnen. Sie wurde daraufhin von German Road Races mit dem Nachwuchs-Förderpreis ausgezeichnet.
2006 wurde sie jeweils deutsche Vizemeisterin und Juniorenmeisterin im Crosslauf und im Halbmarathon und kam bei den Crosslauf-EM in San Giorgio su Legnano auf den 40. Platz. Im Jahr darauf siegte sie beim Silvesterlauf Peuerbach.
2008 wurde sie bei den Deutschen Meisterschaften Zweite im Halbmarathon und jeweils Dritte im Crosslauf und im 10.000-Meter-Lauf. Bei den Crosslauf-EM in Brüssel errang sie erneut den 40. Platz, und in Peuerbach wurde sie Vierte.

### Deutsche Vizemeisterin Marathon 2009
2009 startete sie erstmals über die 42,195-km-Distanz und wurde beim Gutenberg-Marathon als Gesamtzweite Deutsche Vizemeisterin im Marathon. Danach siegte sie beim Halbmarathonwettbewerb des Köln-Marathons und beim 10-km-Wettbewerb des München-Marathons. Wie im Vorjahr gewann sie den Darmstädter Crosslauf, zog sich jedoch eine Stressfraktur im zweiten Mittelfußknochen des linken Fußes zu. Die Folgen dieser Verletzung machten sich bis weit in die folgende Saison bemerkbar, weswegen die Athletin als Crosstraining Schwimm- und Radsport betrieb und erfolgreich an einigen Triathlon-Wettbewerben teilnahm. 2011 brach die Stressfraktur erneut auf.
Julia Viellehner startete zunächst für den TSV Winhöring und wechselt 2007 zur LG Passau, wo sie von Günter Zahn trainiert wurde. Nach ihrem Abitur am Maria-Ward-Gymnasium in Altötting absolvierte sie als Stipendiatin ein Semester an der Coastal Carolina University und absolvierte dann eine Ausbildung zur Heilerziehungspflegerin. Anschließend schloss sie ein Studium im Gesundheitsmanagement an der DHfPG in Saarbrücken ab. Julia Viellehner wuchs in Winhöring auf und lebte danach in Waldkraiburg.
2011 wechselte sie zum TSV Altenmarkt und startete sowohl als Läuferin wie auch als Triathletin für Altenmarkt. Ab 2012 wurde sie von Thomas Stecher, mit dem sie auch privat liiert war, trainiert.

### Vizeweltmeisterin Duathlon Langdistanz 2013
Im September 2013 wurde sie beim Powerman Zofingen Duathlon-Vizeweltmeisterin auf der Langdistanz.

### Deutsche Meisterin Berglauf 2014
Beim Hochfellnberglauf wurde sie im September 2014 Deutsche Berglaufmeisterin.
Nachdem ihr damals 27-jähriger Bruder Raphael und ihr Vater Johann Viellehner Ende 2014 auf einer Bergtour in Neuseeland vermutlich ums Leben kamen und seither vermisst sind, hatte sie ursprünglich einen Start beim Hamburg-Marathon geplant, musste diesen aber wegen einer Sehnenentzündung wieder absagen.
Im Juni 2015 gewann sie im Triathlon auf der olympischen Distanz in Schliersee den Alpen-Triathlon (1,5 km Schwimmen, 34 km Radfahren und 11 km Laufen). Im September konnte sie den Erfolg aus 2013 wiederholen und wurde an ihrem 30. Geburtstag erneut Duathlon-Vizeweltmeisterin auf der Langdistanz. Im Oktober gewann sie mit persönlicher Marathon-Bestzeit den München-Marathon.
Ende 2015 gab Viellehner bekannt, ab der kommenden Saison als Triathlon-Profi zu starten. Parallel arbeitete sie 10 bis 15 Stunden wöchentlich in einem Mühldorfer Fitnessstudio, wo sie bereits den Praxisteil ihres Studiums absolviert hatte.

### Deutsche Vizemeisterin Triathlon Mitteldistanz 2016
Bei ihrem ersten Start als Profi-Athletin belegte sie im Mai 2016 in Italien auf der Mitteldistanz bei der Challenge Rimini den dritten Rang.

Bei der Challenge Heilbronn wurde sie im Juni Deutsche Vizemeisterin auf der Triathlon-Mitteldistanz. Das Rennen musste witterungsbedingt als Duathlon ausgetragen werden (5 km Laufen, 93 km Radfahren und 21,1 km Laufen) aber die DTU entschied, das Ergebnis dennoch als Deutsche Meisterschaft gelten zu lassen.

### Unfalltod 2017
Julia Viellehner wurde am 15. Mai 2017 im Radtraining auf einer kurvigen Bergstraße nahe dem Passo Monte delle Forche zwischen Galeata und Strada San Zeno in den Apenninen in Italien in einen Verkehrsunfall mit einem Lkw verwickelt und dabei schwer verletzt. Sie wurde nach Cesena in das Ospedale Maurizio Bufalini verlegt und in ein künstliches Koma versetzt. Dort erlag sie am 22. Mai 2017 im Alter von 31 Jahren ihren Verletzungen.

## Sportliche Erfolge
| Datum/Jahr    | Rang | Wettbewerb                                         | Austragungsort | Zeit     | Bemerkung                                                                                               |
| ------------- | ---- | -------------------------------------------------- | -------------- | -------- | --- |
| 19. Juni 2016 | 2    | DTU Deutsche Meisterschaft Triathlon Mitteldistanz | Heilbronn      | 04:23:14 | Die Challenge Heilbronn musste witterungsbedingt als Duathlon ausgetragen werden – gilt dennoch als DM. |
| 8. Mai 2016   | 3    | Challenge Rimini                                   | Rimini         | 04:49:33 | erster Start als Profi (1,9 km Schwimmen, 93 km Radfahren und 21,1 km Laufen)                           |
| 16. Aug. 2015 | 1    | Allgäu Triathlon                                   | Immenstadt     | 02:28:44 | Siegerin auf der olympischen Distanz                                                                    |
| 13. Juni 2015 | 1    | Alpen-Triathlon                                    | Schliersee     | 02:22:12 | [ 11 ]                                                                                                  |
| 17. Aug. 2014 | 1    | 3MUC Triathlon                                     | München        | 00:59:45 | |
| 13. Juli 2014 | 1    | Karlsfelder Triathlon                              | Karlsfeld      | 02:17:32 | |
| 9. Juni 2013  | 8    | Challenge Kraichgau                                | Kraichgau      |          | neuer Streckenrekord auf der Laufstrecke über die Halbmarathondistanz mit 1:18:55 Stunden               |
| 21. Juli 2012 | 2    | DTU Deutsche Meisterschaft Triathlon               | Immenstadt     |          | Deutsche Vizemeisterin auf der Mitteldistanz – als Drittplatzierte im Rahmen des Allgäu Triathlon       |
| 3. Sep. 2011  | 1    | Trimotion Saalfelden                               | Saalfelden     | 04:21:31 | Mitteldistanz (2 km Schwimmen, 80 km Radfahren und 21 km Laufen)                                        |
| 26. Juni 2011 | 1    | 3MUC Triathlon                                     | München        | 02:08:18 | |

| Datum/Jahr    | Rang | Wettbewerb           | Austragungsort | Zeit     | Bemerkung            |
| ------------- | ---- | -------------------- | -------------- | -------- | -------------------- |
| 14. Aug. 2016 | 1    | Challenge Regensburg | Regensburg     | 09:37:32 |                      |
| 12. Juli 2015 | 7    | Challenge Roth       | Roth           | 09:23:49 |                      |
| 29. Juni 2014 | 8    | Ironman Austria      | Klagenfurt     | 09:20:52 | erster Ironman-Start |

| Datum/Jahr    | Rang | Wettbewerb                                     | Austragungsort | Zeit     | Bemerkung |
| ------------- | ---- | ---------------------------------------------- | -------------- | -------- | --- |
| 6. Sep. 2015  | 2    | ITU Long Distance Duathlon World Championships | Zofingen       | 07:12:24 | Duathlon-Vizeweltmeisterin auf der Langdistanz beim Powerman Zofingen – am Tage ihres 30. Geburtstags                      |
| 7. Sep. 2014  | 4    | ITU Long Distance Duathlon World Championships | Zofingen       | 07:26:11 | |
| 22. Aug. 2014 | 4    | Powerman Austria                               | Weyer          | 02:12:11 | |
| 18. Mai 2014  | DNF  | Powerman Germany                               | Falkenstein    | –        | bei der Deutschen Meisterschaft auf der Duathlon-Langdistanz Rennabbruch auf der Radstrecke in Führung liegend wegen Kälte |
| 8. Sep. 2013  | 2    | ITU Long Distance Duathlon World Championships | Zofingen       | 07:24:36 | Duathlon-Vizeweltmeisterin beim Powerman Zofingen                                                                          |
| 18. Aug. 2013 | 1    | Powerman Austria                               | Weyer          |          | [ 19 ] |

| Datum/Jahr    | Rang | Wettbewerb                                   | Austragungsort | Distanz           | Zeit    | Bemerkung                                                            |
| ------------- | ---- | -------------------------------------------- | -------------- | ----------------- | ------- | -------------------------------------------------------------------- |
| 1. Juli 2016  | 1    | Traunreuter Stadtlauf                        | Traunreut      | 7 km              | 24:45   | fünfter Sieg in Folge                                                |
| 10. Apr. 2016 | 10   | Vienna City Marathon                         | Wien           | Marathon          | 2:40:41 |                                                                      |
| 11. Okt. 2015 | 1    | München-Marathon                             | München        | Marathon          | 2:40:26 | persönliche Marathon-Bestzeit                                        |
| 3. Juli 2015  | 1    | Traunreuter Stadtlauf                        | Traunreut      | 7 km              | 24:51   |                                                                      |
| 4. Juli 2014  | 1    | Traunreuter Stadtlauf                        | Traunreut      | 7 km              | 24:29   |                                                                      |
| 5. Juli 2013  | 1    | Traunreuter Stadtlauf                        | Traunreut      | 7 km              | 23:55   |                                                                      |
| 6. Juli 2012  | 1    | Traunreuter Stadtlauf                        | Traunreut      | 7 km              | 24:03   |                                                                      |
| 5. Feb. 2012  | 1    | Thermen-Marathon                             | Bad Füssing    | Halbmarathon      | 1:16:58 | Siegerin Halbmarathon                                                |
| 10. Okt. 2010 | 1    | München-Marathon                             | München        | 10 km             | 34:22   | Siegerin über 10 km mit neuem und aktuellem Streckenrekord           |
| 11. Okt. 2009 | 1    | München-Marathon                             | München        | 10 km             | 35:09   |                                                                      |
| 4. Okt. 2009  | 1    | Köln-Marathon                                | Köln           | Halbmarathon      | 1:14:34 | Siegerin Halbmarathon                                                |
| 10. Mai 2009  | 2    | Deutsche Leichtathletik-Meisterschaften 2009 | Mainz          | Marathon          | 2:41:41 | Deutsche Vizemeisterin im Marathon im Rahmen des Gutenberg-Marathons |
| 6. Apr. 2008  | 2    | Deutsche Leichtathletik-Meisterschaften 2008 | Calw           | Halbmarathon      | 1:14:03 | Deutsche Vizemeisterin Halbmarathon – mit persönlicher Bestzeit      |
| 31. Dez. 2007 | 1    | Silvesterlauf Peuerbach                      | Peuerbach      |                   | 16:37   | Siegerin über 5,1 km                                                 |
| 26. März 2006 | 2    | Deutsche Leichtathletik-Meisterschaften 2006 | Herten         | Halbmarathon      | 1:15:14 | Deutsche Vizemeisterin im Halbmarathon                               |
| 11. Sep. 2005 | 3    | Deutsche Leichtathletik-Meisterschaften 2005 | Otterndorf     | 10-km-Straßenlauf | 33:49   |                                                                      |
| 5. Sep. 2004  | 7    | Altötting-Halbmarathon                       | Altötting      | Halbmarathon      | 1:23:59 | erster Start auf der Halbmarathon-Distanz                            |

| Datum/Jahr    | Rang | Wettbewerb                                   | Austragungsort         | Zeit     | Bemerkung                                    |
| ------------- | ---- | -------------------------------------------- | ---------------------- | -------- | -------------------------------------------- |
| 14. Dez. 2008 | 40   | Crosslauf-Europameisterschaften 2008         | Brüssel                | 00:29:43 | 8 km                                         |
| 8. März 2008  | 2    | Deutsche Leichtathletik-Meisterschaften 2008 | Ohrdruf                | 00:16:05 | Deutsche Vizemeisterin im Crosslauf (4,9 km) |
| 9. Dez. 2007  | 40   | Crosslauf-Europameisterschaften 2007         | Toro                   | 00:25:35 | U23-Frauen (6,7 km)                          |
| 10. Dez. 2006 | 40   | Crosslauf-Europameisterschaften 2006         | San Giorgio su Legnano | 00:27:04 | 8,03 km                                      |
| 11. März 2006 | 2    | Deutsche Leichtathletik-Meisterschaften 2006 | Regensburg             | 00:16:40 | Deutsche Vizemeisterin im Crosslauf (4,7 km) |
| 19. März 2005 | 75   | Crosslauf-Weltmeisterschaften 2005           | Saint-Étienne          | 00:31:20 | 8,108 km                                     |
| 12. Dez. 2004 | 41   | Crosslauf-Europameisterschaften 2004         | Heringsdorf            | 00:19:10 | 5,64 km                                      |

(DNF – Did Not Finish)

## Persönliche Bestzeiten
- 1500 m: 4:25,01 min, 17. Juni 2009, Pocking
- 3000 m: 9:30,49 min, 15. Juni 2008, Plattling
- 5000 m: 16:25,98 min, 17. Juli 2009, Altötting
- 10.000 m: 34:57,37 min, 24. Mai 2008, Regensburg
- 10-km-Straßenlauf: 33:49 min, 11. September 2005, Otterndorf
- Halbmarathon: 1:14:03 h, 6. April 2008, Calw
- Marathon: 2:40:26 h, 11. Oktober 2015, München